# George Gurnett

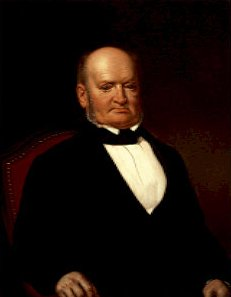
George Gurnett nach einem Porträt von Paul Kane, 1845

George Gurnett (* um 1792; † 17. November 1861 in Horsham oder Lewes / England oder Toronto) war ein kanadischer Journalist, Politiker und der 4. Bürgermeister von Toronto.
Gurnett wanderte in den 1820er Jahren von England nach Virginia und später nach Ancaster in Oberkanada und schließlich 1829 nach York ein. Mit der Umbenennung von York in Toronto im Mai 1834 wurde er in den Stadtrat gewählt und diente zweimal als Bürgermeister, das erste Mal von Januar 1837 bis Januar 1938 und das zweite Mal von Januar 1848 bis Januar 1850. Gurnett war politisch ein Tory. Ähnlich wie Leutnants Francis Bond Head war Gurnett auf die Rebellionen von 1837 schlecht vorbereitet. Gegen Ende Oktober ließen sie rund 6000 Feuerwaffen mitsamt ihrer Munition unbeaufsichtigt im Rathaus deponieren. Obwohl er sich an der Verteidigung der Stadt konnte er keinen Nutzen daraus ziehen und verlor 1838 gegen John Powell das Amt des Bürgermeisters.
George Gurnett war zweimal verheiratet und hatte sechs Kinder.